# Наджи Аль-Али
Наджи Аль-Али (араб. ناجي سليم العلي‎ Nājī Salīm al-‘Alī; родился ок. 1938 — ум. 29 августа 1987) — палестинский карикатурист, отмеченным политической критикой арабских режимов и Израиля в его работах. Его называют величайшим палестинским карикатуристом и, вероятно, самым известным карикатуристом в арабском мире.
Он нарисовал более 40 000 карикатур, которые часто отражали общественное мнение палестинцев и арабов и были резко критическими комментариями по палестинской и арабской политике и политическим лидерам. Он наиболее известен как создатель персонажа Хандалы, изображенного на его карикатурах как молодой свидетель сатиризованной политики или изображенного события и с тех пор стал иконой палестинского неповиновения. 22 июля 1987 года, находясь за пределами лондонского отделения аль-Кабаса, кувейтской газеты, для которой он рисовал политические карикатуры, аль-Али был ранен в шею и смертельно ранен. Наджи аль-Али умер пять недель спустя в больнице Чаринг-Кросс.

## Детство и молодость
Наджи аль-Али родился около 1938 года в палестинской деревне Аль-Шаджара, расположенной между Тверией и Назаретом, которая в настоящее время является мошавом Илания . Он жил в изгнании на юге Ливана со своей семьей после палестинского исхода 1948 года в лагере беженцев Айн аль-Хильве около Сидона, где он посещал школу Союза христианских церквей. После окончания университета он работал в садах Сидона, затем переехал в Триполи, где в течение двух лет посещал профессиональную монашескую школу.
Затем Наджи аль-Али переехал в Бейрут, где он жил в палатке в лагере беженцев Шатила и работал на различных промышленных работах. В 1957 году, получив квалификацию автомеханика, он отправился в Саудовскую Аравию, где проработал два года.

## Карьера карикатуриста и журналиста
В 1959 году Наджи аль-Али вернулся в Ливан, и в том же году он присоединился к Арабскому националистическому движению (АНД), но был исключен четыре раза в течение одного года за отсутствие партийной дисциплины. В период с 1960 по 1961 год вместе с товарищами из АНД он издает рукописный политический журнал «Аль-Сарха» («крик»).
В 1960 году он поступил в Ливанскую академию изящных искусств, но не смог продолжить там учёбу, так как вскоре после этого был заключен в тюрьму по политическим мотивам. После освобождения он переехал в Тир, где работал преподавателем рисования в колледже Джафария.
Писатель и политический деятель Гассан Канафани во время поездки в Айн-эль-Хильве увидел некоторые мультфильмы Наджи аль-Али и напечатал первые опубликованные рисунки художника вместе с сопровождающей статьей 25 сентября 1961 года в «Аль-Хуррия» №. 88.
В 1963 году Наджи аль-Али переехал в Кувейт, надеясь скопить денег на изучение искусств в Каире или Риме. Там он работал редактором, карикатуристом, дизайнером и продюсером газеты в арабской националистической газете «Аль-Талиа». С 1968 года он работал на Аль-Сияса. В течение этих лет он несколько раз возвращался в Ливан. В 1974 году он начал работать в ливанской газете «Аль-Сафир», что позволило ему вернуться в Ливан на более длительный период. Во время израильского вторжения в Ливан в 1982 году он был ненадолго задержан израильскими силами вместе с другими жителями Айн-эль-Хильве. В 1983 году он снова переехал в Кувейт, чтобы работать на «Аль-Кабас», а в 1985 году переехал в Лондон, где работал в международном издании до своей смерти.

## Хандала

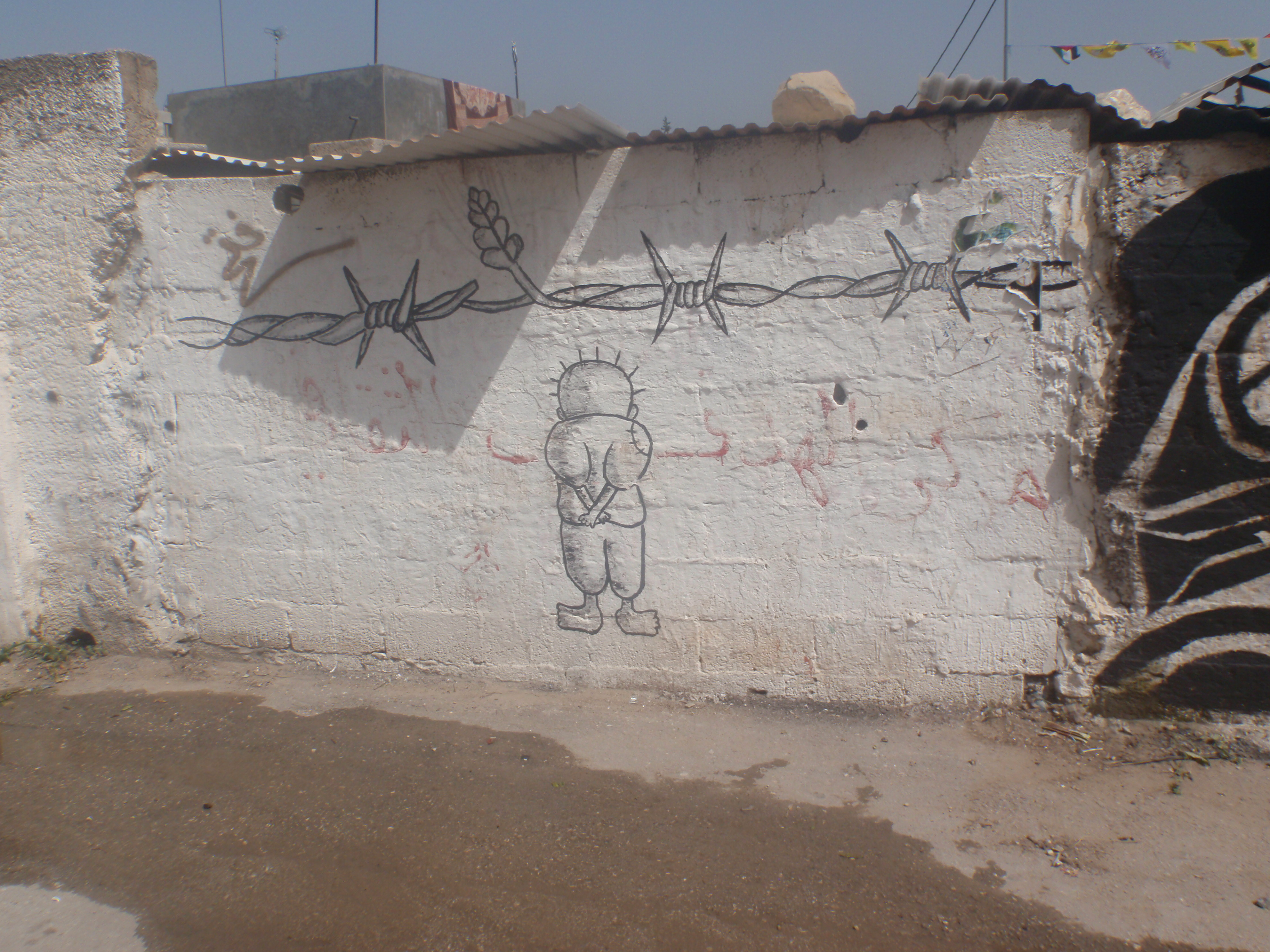
Хандала, символ палестинского неповиновения

Хандала (Ханзала, араб. حنظلة‎) — самый известный из персонажей Наджи аль-Али Он изображен как десятилетний мальчик, и впервые появился в Аль-Сиясе в Кувейте в 1969 году.. Фигура повернута к зрителю спиной с 1973 года. Руки сложены руки за спиной. Художник объяснял, что десятилетний ребёнок представлял свой возраст, когда ему пришлось покинуть Палестину, и он не вырастет, пока не вернется на родину; его повернутые назад и сложенные руки символизируют отказ персонажа от «внешних решений». Хандала носит рваную одежду и ходит босиком, что символизирует его верность бедным. В более поздних карикатурах он активно участвует в изображаемом действии, а не просто наблюдает за ним.
Хандала стал визитной карточкой Наджи аль-Али, и остается символом палестинской идентичности и неповиновения. Хандала также использовался как веб-талисмана иранского зелёного движения. Художник отмечал, что «Он был стрелой компаса, неуклонно указывающего на Палестину. Не только Палестина в географическом отношении, но и Палестина в её гуманитарном смысле — символ справедливого дела, находится ли он в Египте, Вьетнаме, или Южной Африке».

## Убийство
До сих пор неизвестно, кто открыл огонь по Наджи аль-Али возле лондонского офиса кувейтской газеты «Аль-Кабас» 22 июля 1987 года, ударив его в правый висок (или лицо). Наджи аль-Али был впоследствии доставлен в больницу и находился в коме до своей смерти 29 августа 1987 года.
Британская полиция арестовала Исмаила Соуэна, 28-летнего палестинского исследователя из Иерусалима, жившего в Университете Халла, и обнаружила в его квартире тайник с оружием, которое, по их словам, предназначалось для террористических атак по всей Европе; ему было предъявлено только обвинение в хранении оружия и взрывчатых веществ. Первоначально полиция сказала, что Саван был членом ООП, хотя эта организация отрицала какую-либо причастность.
Позже Соуэн признался, что работал как в ООП, так и в израильском разведывательном агентстве Моссад. Второй подозреваемый, арестованный Скотланд-Ярдом, также сказал, что он был двойным агентом. Позже выяснилось, что у Моссада было два двойных агента, работающих в лондонских боевых командах ООП, и они заранее знали об убийстве. Отказавшись передавать соответствующую информацию своим британским коллегам, Моссад вызвал недовольство Британии, которая отомстила тем, что изгнало трех израильских дипломатов, одним из которых был атташе посольства, опознанный как агент. Разъяренная Маргарет Тэтчер, тогдашняя премьер-министр, закрыла лондонскую базу Моссада в Палас-Грин, Кенсингтон. 22 апреля 1989 года полиция обнаружила в поместье Холлфилд в Паддингтоне пистолет, использованный при убийстве, пистолет 7,62 Токарева
Подразделение 17, действующая по приказу Ясира Арафата, также, как утверждается, несет ответственность за его убийство.
В августе 2017 года детективы возобновили расследование его дела об убийстве через 30 лет после его смерти.

## В искусстве

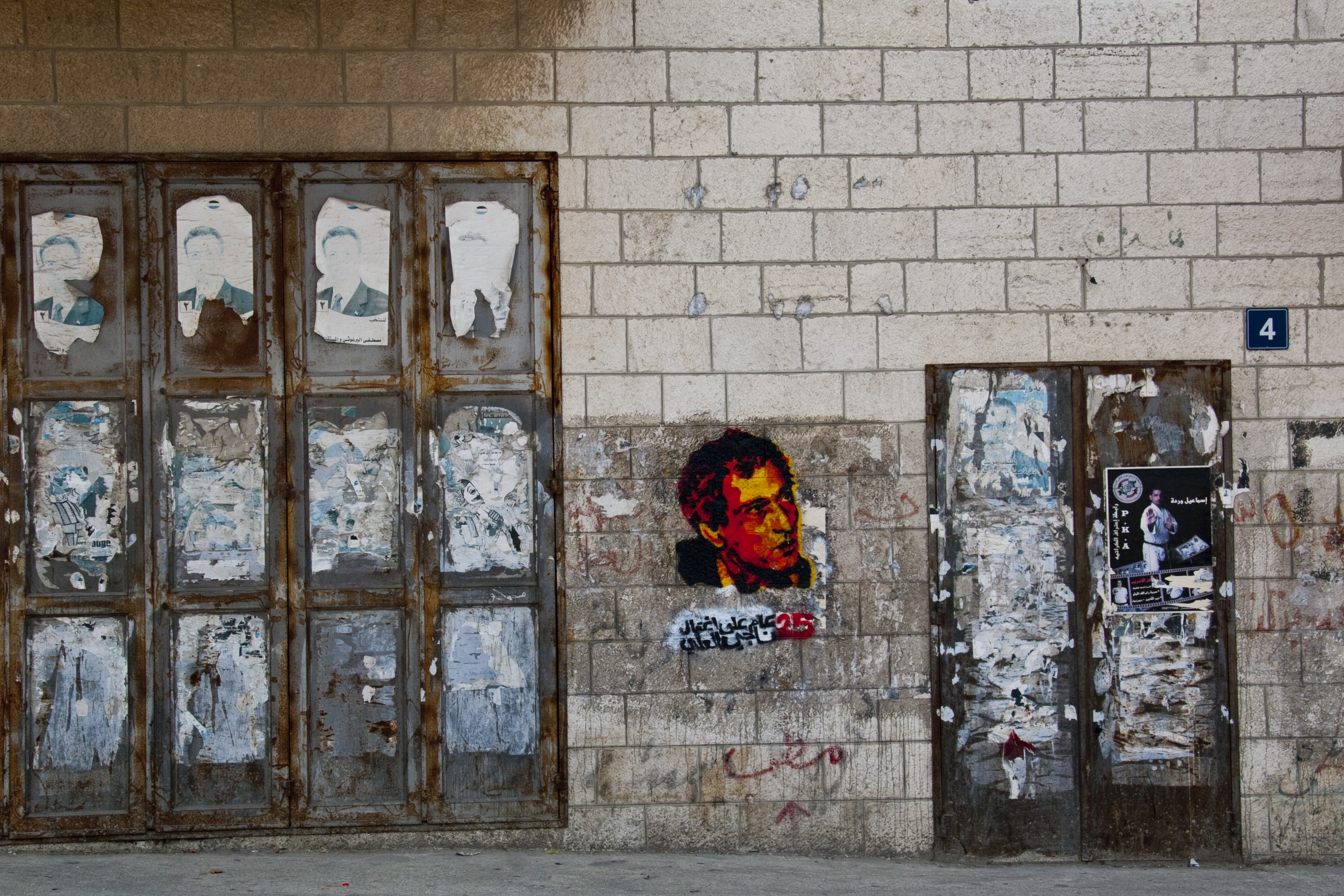
Граффити Наджи аль Али

В Египте был снят фильм о жизни Наджи аль-Али, главную роль в котором сыграл Нур Эль-Шериф.